# 東山健吾
東山健吾（ひがしやま けんご、1931年7月18日 - 2021年7月3日）は、日本の美術史家。成城大学名誉教授。東アジア・西域美術が専門。

## 人物・来歴
東京生まれ。旧名・鄧健吾。中国・北京・中央美術学院美術研究所研究生課程修了。成城大学文芸学部助教授、教授、2002年定年、名誉教授。

## 著書
- 『敦煌行』鄧健吾 著. 潮出版社・文庫, 1985.10
- 『敦煌三大石窟 莫高窟・西千仏洞・楡林窟』講談社選書メチエ 1996.4
- 『西域という舞台の主役たち』(NHKカルチャーアワー 東西傑物伝) 日本放送出版協会, 2003.7
- 『シルクロードの足跡 人物と遺跡からみる西域史』(NHKライブラリー) 日本放送出版協会, 2004.7

### 共著
- 『敦煌への道』石嘉福 写真, 鄧健吾 文. 日本放送出版協会, 1978.4
- 『敦煌の美術 莫高窟の壁画・塑像』太陽社編集, 鄧健吾 撮影. 大日本絵画巧芸美術, 1980.5
- 『敦煌ものがたり』東山健吾,野町和嘉,松本龍見著. 新潮社(とんぼの本) 1989.5
- 『敦煌への道』石嘉福共著. 日本放送出版協会, 1995
- 『雲岡石窟/仏宇宙』六田知弘 写真, 東山健吾,八木春生文. 冨山房インターナショナル, 2010.11

### 翻訳
- 段文傑『美しき敦煌』潮出版社, 1986.3